# Love Her Madly
Love Her Madly е песен на състава Дъ Дорс от албума L.A. Woman. Това е последният им албум със солист Джим Морисън, който умира през 1971 година. Песента е написана от китариста на групата Роби Кригър. Песента излиза като сингъл през април 1971 година. Достига номер 11 на класацията Billboard Hot 100.
През 2000 останалите трима от Дъ Дорс записват нова версия на песента.
Песента е използвана във филма Форест Гъмп.